# Kiril Petkov
Pour les articles homonymes, voir Petkov.
Kiril Petkov Petkov (en bulgare : Кирил Петков Петков), né le 17 avril 1980 à Plovdiv (Bulgarie), est un homme politique, économiste et entrepreneur bulgare. Il est le Premier ministre de Bulgarie du 13 décembre 2021 au 2 août 2022.
Il est ministre de l'Économie entre mai et septembre 2021, dans le premier gouvernement transitoire du technocrate Stefan Yanev. Dans la perspective des élections législatives de novembre 2021, il fonde avec Assen Vassilev le mouvement anticorruption et proeuropéen baptisé Nous continuons le changement (PP). À l'issue du scrutin, il forme une coalition quadripartite et se voit confier la charge de constituer le nouveau gouvernement.

## Situation personnelle

### Enfance
Kiril Petkov Petkov est né le 17 avril 1980 à Plovdiv, deuxième ville de Bulgarie, mais il a seulement trois mois lorsque ses parents déménagent à Sofia, la capitale. Il est le fils de Petko Petkov, enseignant en biologie et de Venetka Petkova enseignante en langue et littérature bulgare. Son père est également un écologiste, menant activement des luttes pour la protection de la nature dans le massif du Pirin, des plages immaculées au bord de la mer et des espèces menacées.

### Adolescence et études
Kiril Petkov est diplômé de la septième école secondaire de Sofia. À l'âge de 14 ans, ses parents s'installent à Vancouver, au Canada. Il est titulaire d'un diplôme en finance de l'Université de la Colombie-Britannique à Vancouver et d'une maîtrise en administration des affaires à la Harvard Business School (Université Harvard) où il étudie de 2005 à 2007 et où il se classe parmi les 10 % les plus performants de sa promotion. Son maître de conférence est le professeur Michael Porter, avec qui il se spécialise dans le développement de stratégies de cluster.

### Vie privée
Kiril Petkov est marié à Linda Mackenzie, une Canadienne qu'il a rencontrée en 1998 à Vancouver sur les bancs de l'université , et avec qui il a eu trois filles, Vanessa, Emma et Anna. En 2007 ils partent vivre en Bulgarie, à Sofia, Kiril Petkov étant nommé directeur général de la Bulgarian Development Company. Linda a ouvert un magasin de pâtisseries à Sofia, dénommé Amelie Sweet Shop, où elle travaille avec sa mère. 
En 2018, Kiril Petkov participe avec son père aux recherches visant à retrouver le célèbre alpiniste bulgare Boyan Petrov, porté disparu lors de sa tentative d'ascension du Shishapangma, un sommet de l'Himalaya.

## Carrière professionnelle
De 2001 à 2005, Kiril Petkov est responsable du développement commercial pour McCain Foods, une entreprise canadienne d'aliments surgelés. Depuis mai 2007, il dirige l'entreprise qu'il a fondée, ProViotic AD qui commercialise des probiotiques véganes. Depuis 2014, il est également Consultant senior en Management pour l'entreprise Juice Press.

## Parcours politique

### Ministre de l'Économie
Du 12 mai 2021 au 16 septembre 2021, Kiril Petkov est ministre de l'Économie dans le premier gouvernement de transition du technocrate Stefan Yanev. Le 19 septembre 2021, il fonde avec Assen Vassilev, qui était étudiant avec lui à Harvard, le nouveau parti politique Nous continuons le changement (PP).
À l'issue des élections législatives du 14 novembre suivant, leur parti arrive en tête avec 25,32 %, Kiril Petkov étant pressenti pour former un gouvernement de coalition.

### Premier ministre
Le 10 décembre 2021, Nous continuons le changement signe un contrat de coalition de 140 pages avec le Parti socialiste bulgare (BSP), Il y a un tel peuple (ITN) et Bulgarie démocratique (DB), garantissant au gouvernement qu'ils formeront ensemble une majorité absolue de députés à l'Assemblée nationale et centrant le programme de l'exécutif sur la lutte contre la corruption, la réforme de la justice et la modernisation du système de santé. Kiril Petkov est formellement chargé le lendemain par le président de la République Roumen Radev, et lui remet aussitôt un document résumant la structure et la composition de son équipe ministérielle.
ITN annonce le 8 juin suivant qu'il se retire de la coalition gouvernementale. À la suite d'une rencontre portant sur les questions budgétaires, Slavi Trifonov met en cause le Premier ministre sur deux points : la répartition des fonds du budget de l'État et le refus de Kiril Petkov de lever le veto bulgare à l'accession de la Macédoine du Nord à l'Union européenne, comme il s'y serait engagé. De son côté, le chef de l'exécutif assure être prêt à gouverner en minorité et accuse ITN d'avoir cherché à obtenir deux millions d'euros de plus pour le ministère du Développement régional et qui risquaient d'être versés à des entreprises suspectées de corruption.
Sur proposition des Citoyens pour le développement européen de la Bulgarie (GERB), une motion de censure, officiellement motivée par « l’échec de la politique économique et financière du gouvernement » alors que l’inflation culmine à 15,6 %, est mise aux voix le 22 juin, puis adoptée par 123 voix pour et 116 contre grâce au soutien d'ITN. Ainsi renversé, Kiril Petkov peut de nouveau proposer une équipe gouvernementale ; en cas d'échec, deux autres mandataires peuvent être désignés, après quoi le président de la République sera contraint de dissoudre l'Assemblée nationale. Le 27 juin, Petkov remet sa démission. Le 1er juillet, le président Roumen Radev charge Asen Vasilev (en) de former un gouvernement. Préconisant un scrutin anticipé, celui-ci indique qu'il ne présentera pas de proposition de gouvernement, faute de recueillir une majorité parlementaire. Il rend effectivement son mandat le 8 juillet, alors que le GERB annonce qu'il fera de même dès que mandat sera proposé au parti. Le troisième et dernier mandat est confié le 18 juillet au BSP, qui prend acte neuf jours plus tard de l'impossibilité de former un nouveau gouvernement, Slavi Trifonov ayant demandé aux députés d'ITN de ne pas participer aux négociations. Le refus de Trifonov — qui s'était auparavant dit favorable à une reconduction de la coalition — intervient après la fuite d'un enregistrement d'une réunion interne de cadres du BSP au cours de laquelle ITN est traité de « mafia », provoquant l'indignation de son dirigeant,,. Devant ces trois échecs successifs, le président Radev nomme le 2 août un gouvernement apolitique mené par l'ancien ministre du Travail, Galab Donev, chargé d'assurer l'intérim jusqu'aux élections anticipées, convoquées pour le 2  octobre 2022,,. Son parti obtient 20,2 % des voix lors de ces élections, soit un recul de cinq points.